# Anapistula yungas
Espèce
Anapistula yungas est une espèce d'araignées aranéomorphes de la famille des Symphytognathidae.

## Distribution
Cette espèce est endémique de la province de Salta en Argentine,.

## Description
La femelle holotype mesure 0,57 mm.

## Étymologie
Son nom d'espèce lui a été donné en référence au lieu de sa découverte, les Yungas.

## Publication originale
- Rubio & González, 2010 : The first Symphytognathidae (Arachnida: Araneae) from Argentina, with the description of a new species of Anapistula from the Yungas mountain rainforest. Revista Chilena de Historia Natural, vol. 83, no 2, p. 243-247 (texte intégral).